# Ivan Haščík
Ivan Haščík (30. ledna 1942) je bývalý slovenský fotbalista, útočník. Po skončení aktivní kariéry působil jako trenér.

## Fotbalová kariéra
V československé lize hrál za Spartak Trnava. Gól nedal.

## Ligová bilance
| Ročník                                   | Zápasy | Góly | Klub           |
| ---------------------------------------- | ------ | ---- | -------------- |
| 1. československá fotbalová liga 1964/65 | -      | 0    | Spartak Trnava |
| CELKEM                                   | -      | 0    |                |

## Trenérská kariéra
- 1992/93 FC Spartak Trnava - asistent